# Newport Jazz Festival
A Newport Jazz Festivalt 1954 óta rendezik meg Newportban (Rhode Island, Amerikai Egyesült Államok). 

## Története
Elaine Lorillard 1954-ben hozta létre a fesztivált, és férjével, Louis Lorillarddal évekig finanszírozták. A házaspár megbízta George Weint, hogy szervezze meg az első fesztivált. Newport lett a dzsesszzenészek legjelentősebb fellépéseinek színhelye.
A fesztivál 1972-ben Nova York városába költözött.
George Wein szervezésében az első Newport Jazz Festival a Rhode Island-i Newport Casino bankerült megrendezésre, amely Lorillard tulajdonában volt. Az első tellépők között volt Eddie Condon, Pee Wee Russell, Wild Bill Davison, Dizzy Gillespie, Oscar Peterson és Gerry Mulligan. 6000 néző látta őket.
Például az 1969-es programban dzsessz, soul, blues és rock olyan művészei szerepeltek, mint Jeff Beck, Rahsaan Roland Kirk, Roland Kirk, a Blood, Sweat & Tears, Art Blakey, Ten Years After, a Jethro Tull, Miles Davis, Dave Brubeck, John Mayall, Sly and the Family Stone, James Brown, Herbie Hancock, B. B. King és a Led Zeppelin.
1972-ben a fesztivált 20 000 néző látogatta meg.
1972-ben több mint 100 000 néző vett részt Newport Jazz Festivalon − olyan művészek előtt, mint Dizzy Gillespie, Duke Ellington, Dave Brubeck, Milt Jackson, Ben Webster, Charlie Byrd, Zoot Sims, Ray Charles, Eddie Condon, Sonny Rollins és Roberta Flack.

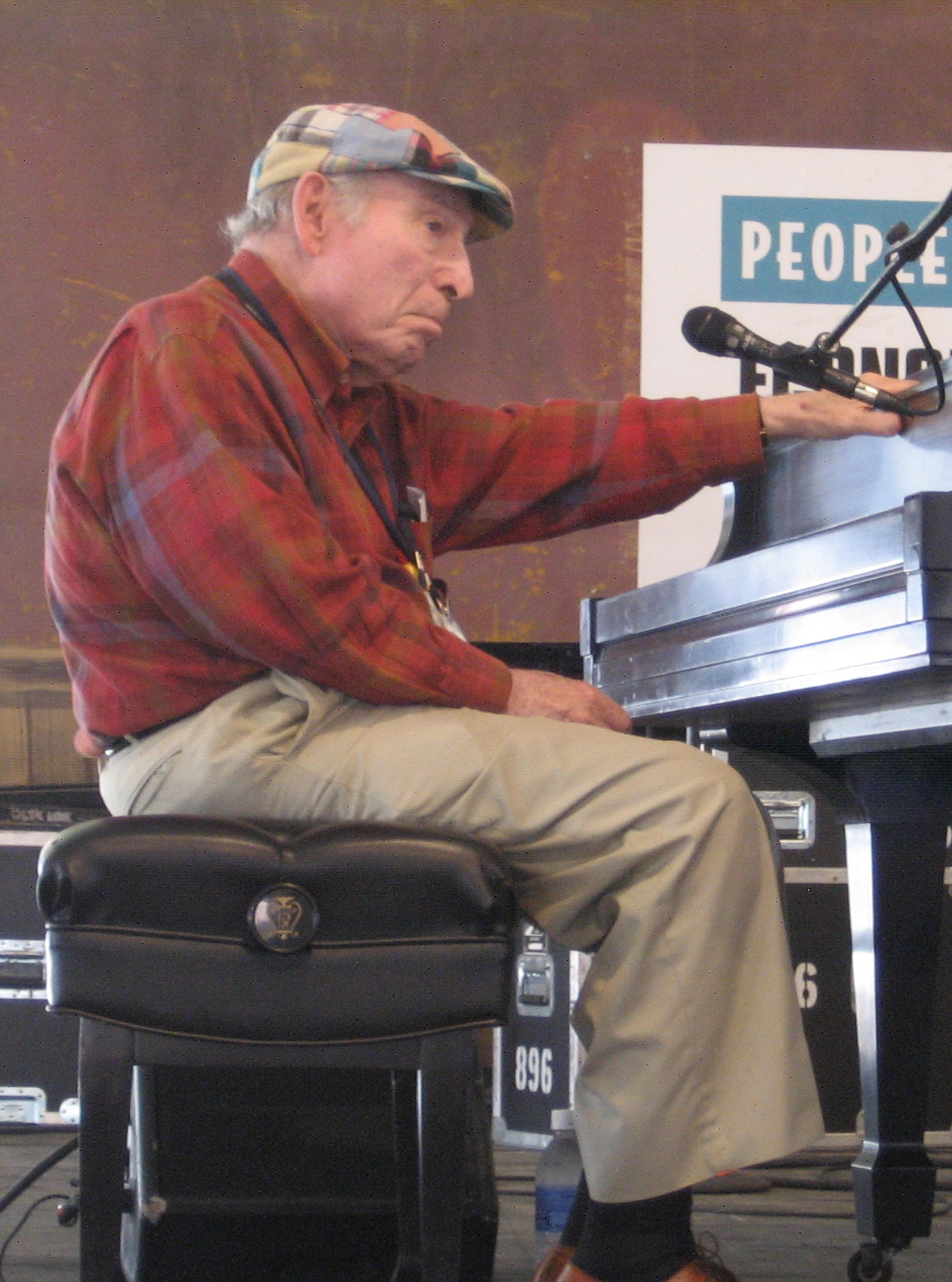
George Wein